# Bisdom Yola
Het bisdom Yola (Latijn: Dioecesis Yolaensis) is een rooms-katholiek bisdom met als zetel Yola, de hoofdstad van de staat Adamawa in Nigeria. Het bisdom is suffragaan aan het aartsbisdom Jos.

## Geschiedenis
Het bisdom werd opgericht op 14 juli 1950, uit gebied van het bisdom Buéa en de apostolische prefecturen Jos en Oturkpo, als de apostolische prefectuur Yola. Op 2 juli 1962 werd het verheven tot bisdom. 
Op 3 februari 1995 verloor het gebied bij de oprichting van het bisdom Jalingo.

## Parochies
In 2020 telde het bisdom 39 parochies. Het bisdom had in 2020 een oppervlakte van 36.917 km2 en telde 4,248,400 inwoners waarvan 4,5% rooms-katholiek was.

## Bisschoppen
- Patrick Joseph Dalton (27 oktober 1950 - 29 november 1969)
- Patrick Francis Sheehan (21 september 1970 - 5 juli 1996)
- Christopher Shaman Abba (5 juli 1996 - 10 januari 2010)
- Stephen Dami Mamza (18 februari 2011 - )

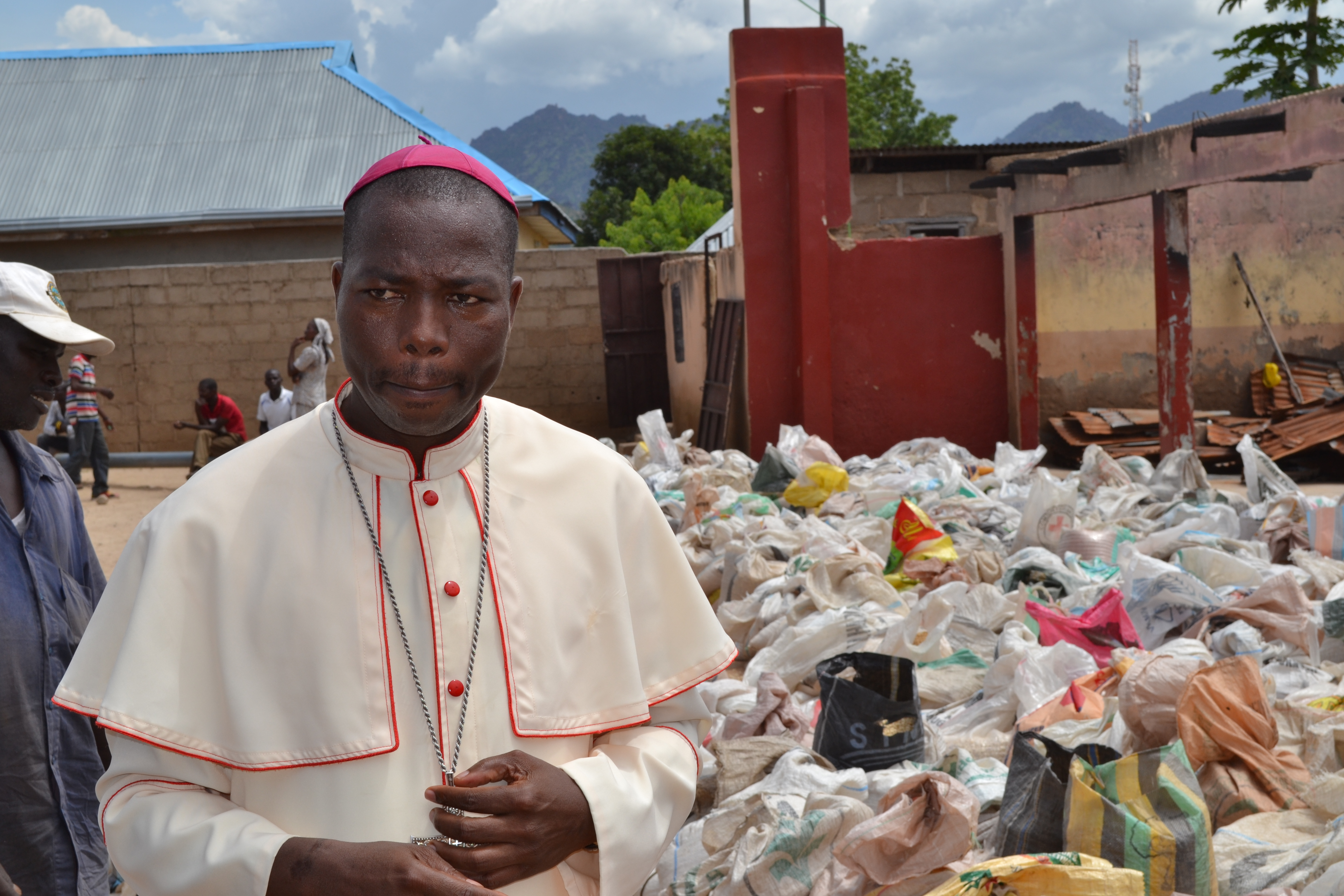
Stephen Dami Mamza

Jos (aartsbisdom) · Bauchi · Jalingo · Maiduguri · Pankshin · Shendam · Wukari · Yola